# Tommaso Romito
Tommaso Romito (* 9. Februar 1982 in Bari) ist ein italienischer ehemaliger Fußballspieler.

## Karriere
Tommaso Romito begann seine Karriere in der Jugendmannschaft der Victoria Locorotondo, für dessen Mannschaft er in der Saison 2000/01 seine ersten Erfahrungen in der fünftklassigen Serie D sammelte. Der Verteidiger wurde zu einem festen Bestandteil der Defensive des apulischen Teams und wechselte ein Jahr später zum Ligakonkurrenten Manfredonia Calcio. Auch bei Manfredonia erhielt der Abwehrspieler viele Einsätze und konnte in jener Spielzeit auch einen Treffer verbuchen. Daraufhin wurde er vom abruzzesischen Verein Calcio Chieti unter Vertrag genommen. Nachdem er bereits in den ersten zwei Jahren 36 Ligapartien in der drittklassigen Serie C1 bestritten hatte, konnte er sich in der Saison 2004/05 endgültig als Stammspieler etablieren.
Romito unterschrieb im Januar 2005 beim Traditionsverein SSC Neapel einen Vertrag und lief bis zum Saisonende in drei Partien für die Süditaliener auf. In der folgenden Spielzeit brachte er es auf 26 Einsätze in der Serie C1 und schaffte als Gewinner des Girone B mit Napoli die Rückkehr in die Serie B. Für die Saison 2006/07 folgte eine Ausleihe zum Drittligisten Salernitana Calcio. Romito konnte sich dort nicht längerfristig durchsetzen und wurde für die darauffolgende Saison zu Pescara Calcio weiterverliehen. Bei Pescara schaffte er den Sprung in die Stammformation und errang mit der Mannschaft den vierten Rang in der Serie C1.
Im Sommer 2008 nahmen ihn die Delfini fest unter Vertrag und Romito wechselte endgültig vom SSC Neapel in die größte Stadt der Abruzzen. In der Saison 2008/09 absolvierte er sieben Partien in der inzwischen in Lega Pro Prima Divisione umbenannten Liga und konnte sich dabei nicht aufdrängen.
Zum Saisonende 2009/10 gelang ihm mit Pescara der Aufstieg in die zweithöchste Spielklasse. In den Play-off-Finals setzte sich die Mannschaft gegen Hellas Verona durch.